# إدي لي جاكسون
إدي لي جاكسون (بالإنجليزية: Eddie Lee Jackson)‏ هو سياسي أمريكي، ولد في 1949. حزبياً، نشط في الحزب الديمقراطي. وقد انتخب عضو مجلس نواب إلينوي.